# B-stjerne
En B-stjerne benyttes i Hæren til personer med rang af major (1 B-stjerne) til oberster (3 B-stjerner). B-stjernen er større end C-rosetten (løjtnant til kaptajn) og mindre end A-stjernen (brigadegeneral til general).
- En A-stjerne på en brigadegenerals insignia
- En B-stjerne på en majors insignia
- En C-roset på en løjtnants insignia

| Militær | Spire Denne artikel om militær er en spire som bør udbygges. Du er velkommen til at hjælpe Wikipedia ved at udvide den. |